# Apseudes tenuis
Apseudes tenuis är en kräftdjursart som beskrevs av Hansen 1913. Apseudes tenuis ingår i släktet Apseudes och familjen Apseudidae. Inga underarter finns listade i Catalogue of Life.